# Hauganes
Hauganes é uma localidade na Islândia. Em 2018 tinha uma população de cerca de 111 habitantes.